# Centre international Albert-Roussel
Le Centre international Albert-Roussel est un organisme français créé en 1992 dans le but de promouvoir l’œuvre du compositeur Albert Roussel, mais aussi d'autres compositeurs du XXe siècle apparentés à son esthétique ou son enseignement, ainsi que des créateurs du département du Nord, en Flandre.